# Ratko Kacian
Ratko Kacian (Zadar, 18. siječnja 1917. – Zagreb, 18. lipnja 1949.), hrvatski je nogometaš, hrvatski i jugoslavenski reprezentativac, osvajač srebrne medalje na Olimpijskim igrama u Londonu 1948. godine. Igrao na poziciji napadača.

## Klupska karijera
Nogomet je počeo igrati kao četrnaestogodišnjak u Primorcu iz Biograda na moru. 1934. godine s roditeljima se preselio u Šibenik. Od tada igra za šibenski Osvit. U zagrebački HAŠK prelazi 1936. godine s kojim osvaja prvenstvo Jugoslavije 1937./38. S Hajdukom osvaja prvenstvo Banovine Hrvatske 1940./41. 2. veljače 1941. godine, na utakmici Hajduk – Bačka (9:0) postigao je 6 pogodaka.
Statistika u Hajduku
| Natjecanje        | Nastupi | Zgoditci |
| ----------------- | ------- | -------- |
| Prvenstvo         | 21      | 21       |
| Kup               | 4       | 10       |
| Superkup          | 0       | 0        |
| Međunarodne       | 0       | 0        |
| Splitski podsavez | 0       | 0        |
| Ukupno            | 25      | 31       |
| Prijateljske      | 16      | 23       |
| Sveukupno         | 41      | 54       |

Potom se opet vraća u HAŠK, a od 1945. godine je član zagrebačkog Dinama. Za Dinamo je odigrao 102 utakmice, postigao 50 pogodaka (7 pogodaka u prvenstvu), te osvojio prvenstvo Jugoslavije 1947./48. Kao aktivni nogometaš trenirao je zagrebački Milicioner, a kasnije i NK Dinamo. Završio je Višu fiskulturnu školu u Zagrebu i bio je profesor gimnastike u V. muškoj gimnaziji sve do rane smrti u 32. godini života.

## Reprezentativna karijera
Za hrvatsku reprezentaciju je od 1940. do 1943. godine odigrao 10 utakmica i postigao jedan pogodak.
Njegov prvi nastup za hrvatsku nogometnu reprezentaciju i nastup njegovog klupskog kolege Gaje Raffanellija, gdje su bili jedini igrač Hajduka u reprezentaciji u kojoj je ostalih 9 igrača bilo iz zagrebačkog Građanskog u Zagrebu, 8. prosinca 1940., protiv Mađarske (1:1), bila su ujedno i prva dva nastupa Hajdukovih igrača za Hrvatsku reprezentaciju u povijesti.
Za jugoslavensku reprezentaciju odigrao je jednu utakmicu, prvu poslijeratnu 1946. godine protiv Čehoslovačke u Pragu. Bio je član reprezentacije na Olimpijskim igrama u Londonu, te iako je bio nez nastupa, osvojio je srebrnu olimpijsku medalju.
17 puta je nastupio i za reprezentaciju Zagrebačkog nogometnog podsaveza.

## Hitrec-Kacian
U čast Ratka Kaciana i Ice Hitreca, dvojice prerano preminulih legendarnih dinamovih igrača, danas se zove omladinska nogometna škola zagrebačkog Dinama, te nogometno igralište Hitrec Kacian.

## Zanimljivo
U jesen 1939. godine na utakmici HAŠK – Hajduk u Zagrebu, Kacian je nakon dosuđenog jedanaesterca za HAŠK udario suca, te je dobio doživotnu zabranu igranja. Kasnije je kazna smanjena na dvije godine.